# مخملية منفتحة

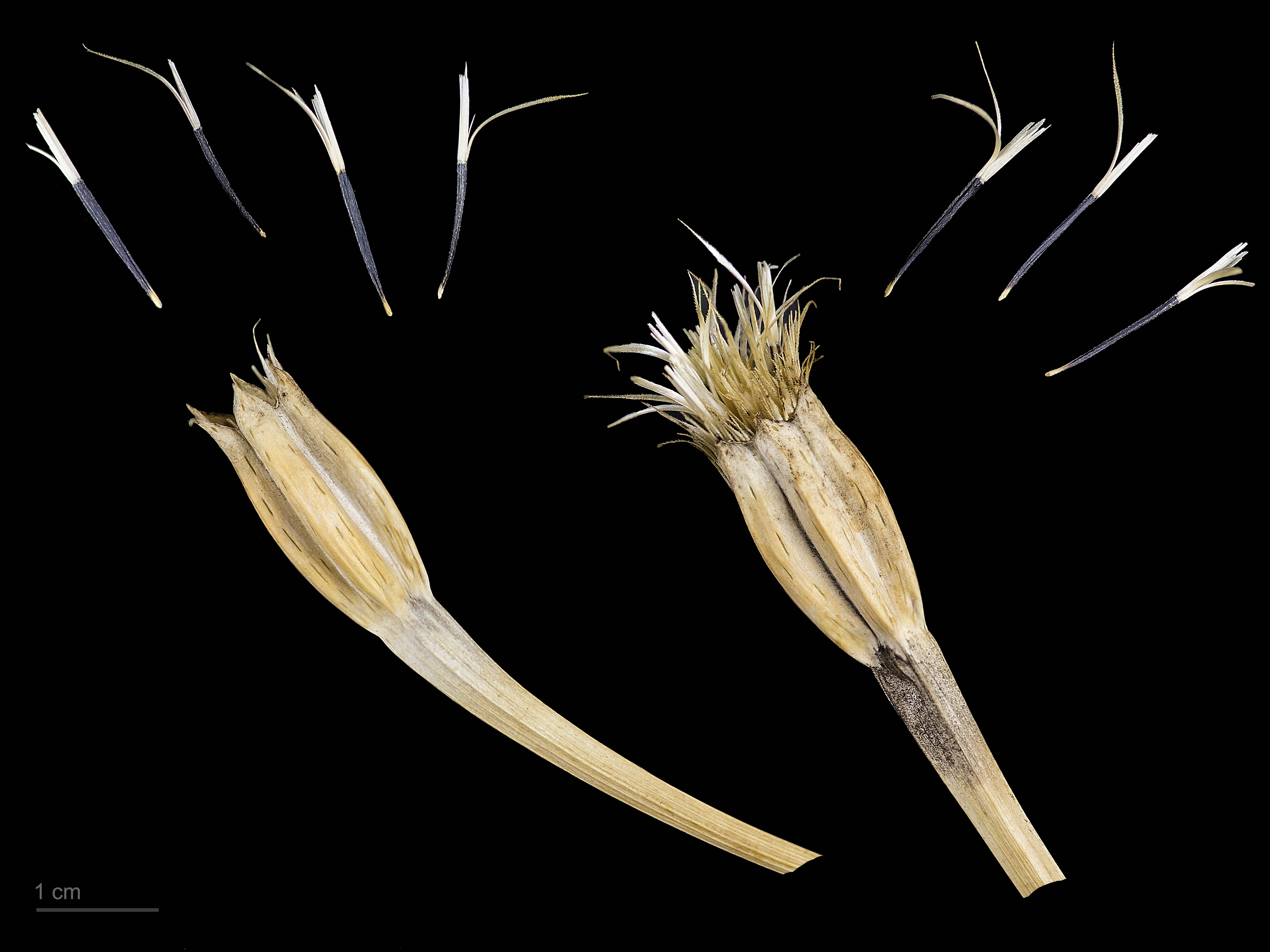
Tagetes patula

المخملية المنفتحة أو المخملية المنتشرة (باللاتينية: Tagetes patula) نوع نباتي يتبع جنس المخملية من الفصيلة النجمية.